# Pascale Besson
Pour les articles homonymes, voir Besson.
Pascale Besson Meyet, née le 24 janvier 1960, est une nageuse synchronisée française.

## Biographie
Pascale Besson remporte la médaille d'or par équipe et la médaille d'argent en duo avec Muriel Hermine aux Championnats d'Europe de natation 1985. Elle fait aussi partie de la sélection française de natation synchronisée aux Jeux olympiques d'été de 1984.